# Erke (instrument de musique)
Pour les articles homonymes, voir Erke.
L'erke (aussi appelé erque, caña ou cornetta suivant les régions) est un instrument de musique précolombien de la famille des cuivres. Originaire des Andes, on le trouve dans le nord de l'Argentine et du Chili, et dans le sud de la Bolivie.

## Description
L'erke est une trompe mesurant de 3 à 6 mètres de long rappelant le cor des Alpes. Il est constitué d'un long tube fait de roseaux mis bout à bout et dont les nœuds ont été retirés, se terminant par un pavillon recourbé en laiton ou en corne de taureau (depuis l'introduction des bovins en Amérique latine par les espagnols). L'instrumentiste porte l'erke perpendiculairement à lui-même, à la manière d'une flûte traversière et fait vibrer la trompe par une embouchure latérale.

## Jeu
L'erke ne comporte pas de clef, piston ou trou, et ne peut donc pas produire toutes les notes de la gammes. Chaque instrument ne peut émettre que 3 ou 4 notes distinctes, correspondant à différentes harmoniques de la note fondamentale de l'instrument : la quinte et la dixième majeure supérieures, ainsi que parfois la quarte inférieure. Il n'y a pas de standard pour la fabrication des erkes mais la note fondamentale se situe souvent autour du ré. Un erke dont la fondamentale est le ré peut jouer le ré (fondamentale), le la au-dessus (quinte supérieure), le fa au dessus du la (dixième supérieure) et parfois le la inférieur au ré (quarte inférieure). Ces trois notes (fondamentale, quinte et dixième majeure supérieure) sont à l'origine de la gamme tri-tonique utilisée dans la baguala traditionnelle. Aujourd'hui l'erke est encore joué lors des carnavals.

## Autre signification
Le mot erke peut aussi faire référence à l'erkencho, une sorte de clarinette, présente dans la même région d’Amérique latine,.